# Ivan Mihailovič Vanbolski
Ivan Mihailovič Vanbolski (rusko Ива́н Миха́йлович Ва́дбольский), ruski general, * 1781, † 1861.
Bil je eden izmed pomembnejših generalov, ki so se borili med Napoleonovo invazijo na Rusijo; posledično je bil njegov portret dodan v Vojaško galerijo Zimskega dvorca.

## Življenje
17. aprila 1790 je vstopil v dvorni Preobraženski polk in leta 1796 je vstopil v aktivno vojaško službo. Naslednje leto je bil kot podčastnik premeščen v dvorni konjeniški polk. S polkom se je udeležil kampanje leta 1805 in 1807. 
20. maja 1808 je bil povišan v polkovnika in 20. decembra istega leta je postal poveljnika Litvanskega ulanskega polka. 20. januarja 1812 je postal poveljnik Mariopolskega huzarskega polka, s katerim se je udeležil patriotske vojne leta 1812. 
Za zasluge je bil 21. maja 1813 povišan v generalmajorja. 29. avgusta 1814 je postal poveljnik 1. brigade 2. huzarske divizije in decembra 1816 poveljnik 3. huzarske divizije. 
Leta 1826 je bil premeščen v samostojni kavkaški korpus, s katerim se je kot poveljnik pehotne divizije udeležil bojev proti Perziji; za zasluge je bil 2. oktobra 1827 povišan v generalporočnika. Naslednje leto se je bojeval proti Turkom. 
20. decembra 1833 je bil upokojen zaradi prejetih ran.